# صادق تشوبك
صادق تشوبك (بالفارسية: صادق چوبک) (5 أغسطس 1916 في بوشهر، إيران - 3 يوليو 1998 في كاليفورنيا، الولايات المتحدة) مؤلف إيراني رائد في مجال القصة القصيرة الإيرانية الدرامية والروايات الخيالية. تتميز قصصه القصيرة بتعقيدها وتركيز التفاصيل على موضوع واحد، مما دفع البعض إلى مقارنتها بفن المنمنمات. كان صادق عالمًا اجتماعيًا وعكست رواياته الجانب المظلم للمجتمع. كان صديقًا مقربًا جدًا للكاتب صادق هدايت، العديد من أعمال تشوبك محظورة حتى الآن.

## الحياة
ولد صادق في مدينة بوشهر درس لأول مرة قبل الانتقال إلى شيراز ثم طهران. عمل لفترة في وزارة التربية والتعليم وشركة النفط. يعتبر على نطاق واسع أعظم كاتب طبيعي في الأدب الفارسي، وقد كتب جزءًا كبيرًا من الأعمال بما في ذلك الروايات والقصص القصيرة والمسرحيات. القصص التي كتبها لها تأثير عميق على الأدب الفارسي الحديث. توفي صادق في 3 يوليو 1998 في بيركلي، كاليفورنيا، الولايات المتحدة.